# 機動戦士ガンダム 閃光のハサウェイ
『機動戦士ガンダム 閃光のハサウェイ』（きどうせんしガンダム せんこうのハサウェイ、英題: Mobile Suit Gundam Hathaway）は、富野由悠季による日本の小説。全3巻。ガンダムシリーズのうち世界観「宇宙世紀」を描く作品の1つで、劇場アニメ『機動戦士ガンダム 逆襲のシャア』の後の時代を舞台に、ブライト・ノアの息子ハサウェイ・ノアを主人公とする物語が展開される。
それまでのガンダムシリーズのような大国同士の戦争ではなく、テロとの戦いを描いている。
角川スニーカー文庫より1989年2月13日から1990年4月11日にかけて出版された。また、角川コミックス・エースより新装版が2021年2月26日から2021年4月26日にかけて出版された。
2021年4月時点で累計発行部数は130万部を記録している。
2021年より「UC NexT 0100」プロジェクトの一環で映画化。サンライズ制作によるアニメーション映画三部作の1作目が公開されている。

## 他作品との関係
小説『機動戦士ガンダム 閃光のハサウェイ』は、劇場アニメ『機動戦士ガンダム 逆襲のシャア』の後の時代を描いているが、正確には『逆襲のシャア』の続編ではなく、富野による小説『機動戦士ガンダム 逆襲のシャア ベルトーチカ・チルドレン』の後日譚である。『ベルトーチカ・チルドレン』は『逆襲のシャア』とは一部設定やストーリーが異なり、本作内で回想される過去の出来事も『ベルトーチカ・チルドレン』のものになっている。
さらに、富野は『逆襲のシャア』とほぼ同じストーリーである小説『機動戦士ガンダム ハイ・ストリーマー』も発表しているが、2002年12月発売の『機動戦士ガンダム ハイ・ストリーマー3 シャア編』の巻末インタビューで、『ハイ・ストリーマー』について「『閃光のハサウェイ』に対して繋がりがない物語として執筆した」と述べている。
また、2021年に公開された劇場アニメ『機動戦士ガンダム 閃光のハサウェイ』は概ね小説の内容を元にしているものの、劇場版『逆襲のシャア』に合わせて一部の設定を変更している。

## あらすじ
宇宙世紀0093年。後に「第二次ネオ・ジオン抗争」と呼ばれる戦火のなかで、ブライト・ノアの息子ハサウェイ・ノアは、初恋の少女クェス・パラヤの死や戦場で死んでいく人々の魂の声、そして伝説のニュータイプ戦士アムロ・レイと人類粛清を掲げたシャア・アズナブルの生き様を目の当たりにした。
それから時は流れ、青年へと成長したハサウェイは、地球連邦政府の高官ら特権階級の人々が地球の汚染を加速させており、「人狩り」とも呼ばれる強引な手段で民衆を宇宙に送り出す政策によって地球を私物化していることを知る。これまでの戦争で死んだ全ての人々の行為を無下にしないため、ハサウェイは反地球連邦組織「マフティー・ナビーユ・エリン」への参加を決意。やがてハサウェイは組織の表向きのリーダー「マフティー・ナビーユ・エリン」として、アムロからは「ガンダム」を、シャアからは「地球の保全」という遺志をそれぞれ受け継いだ戦士となる。
マフティーによる、腐敗した特権階級の粛清がスペースノイドたちから歓迎されるようになった宇宙世紀0105年4月19日。マフティーの討伐を命じられたケネス・スレッグ大佐は、特権階級専用往還シャトル「ハウンゼン」で地球に降下する途中、植物監察官候補として降下しようとしていたハサウェイと、このシャトルには似つかわしくない少女ギギ・アンダルシアと出会うが、大気圏へ突入し始めたとき、突如マフティーを名乗る集団にハイジャックされる。機内にはアデレードで行われる連邦議会に出席するため、連邦政府高官らが多数搭乗していた。

## 用語
マフティー・ナビーユ・エリン
架空の「マフティー・ナビーユ・エリン」を中心とする反地球連邦政府組織。「マフティー」や「マフティー・エリン」と略されることが多い。アニメ版ではクワック・サルヴァーを名乗る人物が創設した組織を指す場合に「マフティー」と呼ぶ。
スーダン語、アラブ語、古いアイルランド語の合成（ギギ曰く「酷いメドレー」）であり、「正当な預言者」の意味を持つ造語だが、人名の体をなしていない。テレビ放送の電波ジャックなどによって宣戦布告などの声明を発信する際の音声は合成であり、顔ははっきり見えず、マフティーその人を演じるハサウェイ・ノアひとりだけを指すかは不明である。
反地球連邦政府組織の急先鋒として、モビルスーツを使ったテロを実行し、無差別テロではなく地球連邦政府要人の閣僚や官僚を狙って粛清を行うことで、地球連邦政府の要職の世襲と血縁による体制を揺さぶろうとしている。
一般市民を標的にすることはないが、作戦遂行の上で避けられない犠牲者は容認しているため、世間からの評価は両極端。オエンベリ軍のように同様の思想を持つ反連邦のテロ組織がマフティーの名を騙ることもある。
また、太平洋地域の現有戦力は鉱物資源運搬船を改装した空母的役割の船4隻、搭載されたモビルスーツやサブフライトシステム程度。地球連邦政府の高官とも噂されるクワック・サルヴァーが物資の流れや現在は使用されていない連邦軍基地などのデータを抹消することで行なわれている現場の組織の規模は大きくせず、構成員は若者ばかりで階級や任務による上下の区別はない。
地球環境の保護を名目に全人類が宇宙で暮らすべきだという主張を掲げ、政府高官が"例外的な事例"として地球に住み続けることを問題視しており、不正と差別の温床になっている宇宙移民法の例外規定の撤廃を主張。要職にある人々を暗殺したあと、連邦政府に地球をクリーンにするために人類のすべてが地球から出ていく政策を実施させるのが最終目標。
批判的な声もある一方、滞在を認めた政府高官や富裕層などの特権階級と、社会生活を維持するエッセンシャルワーカーなどの労働者以外を不法滞在者と見なし、マンハンターにより拘束して強制送還(送還と言う名の移民)させる地球連邦政府のやりようをよく思わない人々からは、ガウマンやギギが「シャア・アズナブルの幽霊」「シャアが生き返って人の思うことをしてくれる」と語るようにシャア・アズナブルと結び付けて強く支持されている。
オエンベリ軍
オーストラリアの北部の街オエンベリに集結した数万の反地球連邦政府分子が結成した私設軍隊。ファビオ・リベラの呼びかけでこの地に抵抗戦線を張ることにした。不法居住者を中心とした陸軍の結成を目指し、さらには地球連邦軍の物資の横流しを利用して空軍を編成することまで考えていた。また、ハウンゼン356便を襲撃したハイジャッカーたちも彼らの仲間で、目的は資金の確保だった。
マフティーを騙っていたものの、全く無関係の組織だった。しかし、反地球連邦政府運動の一角ではあり、連邦軍のキンバレー隊による虐殺が行われているという噂もあったため、ハサウェイたちは救出に向かった。
その後、マフティーにクワック・サルヴァーとの仲立ちを求め、組織にも協力するようになる。
自分が関与していないオエンベリ軍の蜂起に対し、マフティーの黒幕クワック・サルヴァーは「マフティーの運動を始めた真の効果だ」と喜んだ。一方、連邦軍のケネス・スレッグ大佐と刑事警察機構のゲイス・H・ヒューゲストは、大衆がマフティーの活動を支持し「現代のジャンヌ・ダルク」などと言ってもてはやしている現状を危惧している。マフティーへの対応が遅れることで彼が本当の政治闘争の偶像（アイドル）となり、実際に彼が指揮しなくても各地で勝手にマフティーの軍が出来てしまう危険性を指摘し、ケネスは「マフティーが本物のアイドルになる前にジャンヌ・ダルクのように火炙りにする」と宣言した。
マンハンター
地球連邦政府内の警察と軍の間に新設された部局のスタッフで不法居住者の摘発にあたっている。地球に滞在する為には連邦政府の発行する地球居住許可証が必要であるが故、許可証を持っていない者たちを捕らえては宇宙に強制送還している。しかし小規模組織のまま強引に成果を上げようとしている為、その仕事ぶりは粗雑かつ暴力もいとわず、挙句の果てに連邦軍ではないがMSを使った高圧的な態度で軍隊を気取っている。情報の信頼性や確度に関係なく不法居住者と見なした人々を摘発して隕石採取のような過酷な仕事に強制的に送り込んだりしているため「マフティーは何故マンハンターを叩かないのか？」と多くの市民が口を揃えて不満を言うほど世間一般からの評判はすこぶる悪い。。
キンバレー部隊
キンバレー・ヘイマン大佐が指揮する地球連邦軍の太平洋管区のオーストラリア駐留部隊で、南太平洋全域をカバーする。一年ほど前から活動を活発化したマフティーにうまく対応できず、司令官の更迭が決定した。
キルケー部隊
キンバレー・ヘイマンの後任として赴任したケネス・スレッグ大佐が、キンバレー部隊の戦力を再編し、名前も「キルケ―部隊（キルケー・ユニット）」と改めた。
シャアの反乱
マフティー動乱
第二次ネオ・ジオン抗争以後大きな戦乱の無い時代、加速度的に進む地球連邦の腐敗に危機感を持った人々によって結成された秘密結社「マフティー・ナビーユ・エリン（通称：マフティー）」によって引き起こされた一連の紛争。マフティーは連邦政府の圧政下にあったスペースノイドの大きな支持を得るが、実質的指導者のマフティー・ナビーユ・エリンことハサウェイ・ノアが捕縛・死刑執行されたことで組織は瓦解し、宇宙世紀0105年5月1日にマフティー動乱は終結した。それ以降、20年近くもの期間にわたり、大規模な反連邦政府運動は鳴りを潜めることとなった。

## 登場人物
担当声優は、『SDガンダム GGENERATION』（Gジェネシリーズ）などのゲーム作品への客演時 / 劇場アニメ版の順番に記載する。一人のみの記載の場合は、特筆ない限りは劇場アニメ版での担当声優。

### 主要人物
ハサウェイ・ノア
声 - 佐々木望 / 小野賢章
主人公の植物監察官候補。地球連邦軍の英雄ブライト・ノアの息子。ティーンエイジャーだった時に連邦軍の立場から「シャアの反乱」に立ち会った当時とは正反対ともいえる反地球連邦組織の秘密結社マフティーのリーダーとして、マフティー・ナビーユ・エリンを名乗り、宣戦布告などの声明を出す場合は"マフティー"その人を演じる。
「ごく普通の反応をするような相手とは付き合う気はしない」と思う青年になっていた。クェス・パラヤの存在が現在のハサウェイを作っているのは間違いなく、ハサウェイがギギに魅力を感じ、気を許しているのは、仲良くしておけば味方になってくれるかもしれないが、嫌われたらケネスの側につくのも不自然ではない部分であり、ギギのような敵にするには危険な少女に出会うと無条件でそばにいたくなってしまう。
戦後、モビルスーツを盗み出したことでかけられた軍事裁判は敵機を撃墜した功績で不問に付されるが、身近にいた人々が次々に死んでゆくのを目撃し、さらに初恋のクェス・パラヤを殺してしまったという大きなショックと強迫観念だけが深く残りハサウェイは鬱病の治療と植物観察官候補生の研修という名目で地球に降りる。研修中、クワック・サルヴァーと名乗る初老の男からスペース・コロニーでは知ることがない地球の実情やマフティーの存在を教えられ、次第にのめり込むようになった。

ギギ・アンダルシア
声 - 林原めぐみ（『GジェネF』）→川上とも子（『GジェネSPIRITS』以降） / 上田麗奈
本作のヒロイン。透き通るような白い肌と金髪を持つティーンエイジャー。時折、家庭を持たない生い立ちであることを想像させる反応を見せる。
カーディアス保険会社の創業者で80歳を超える老人、カーディアス・バウンデンウッデンの愛人。ケネス・スレッグは事情聴取中、ギギが彼のことを一部の人間しか知らない「伯爵」という通称で呼ぶのを聞いて、その関係を信じた。カーディアスよりも一足早く香港のアパートメントに向かうためハウンゼンに搭乗し、そこでハサウェイやケネスと出会った。
極度に感性の鋭い少女で、芯はガラスのようなのにそれを生々しい若い肉体が覆っているという印象。外見の美しさとは別に人を引き寄せる吸引力のようなものがある。一見すると男になら誰にでも媚びを売るタイプに見えるが実際はまったく違い、どこか男を寄せ付けない毅然とした雰囲気がある。誰に対しても社交的にふるまうので口が軽いように見えるが、秘密は絶対に漏らさない。心を許した人間に対しては自分で喋った言葉の内容や重さを信じるので、相手からの当たり障りのない言葉には反応しない。自分の興味を刺激してくれる人間には素直。
伯爵からは女主人としてふるまわなければならないような場合に、ある階級に属しているように演じることが出来る才能を評価されている。例えば彼の代理として部屋の調度を整えるようなときに良い趣味を持って備品を選んで使用人を使って配置させ、そのことによって周囲の者を感服させるような能力である。
たとえ単語一言からでも相手の言いたいことを間違えることなく理解する感性の持ち主。また何気なく口にしたことが的中することが続いたため、縁起を担ぐケネスは部隊でも彼女を手元に置いていた。部下たちの間でも愛人には見えず、父娘でもないギギの事は「大佐のお守り」という表現で噂になっていた。しかしレーン・エイムの戦果を当てたり彼女の言葉でマフティーの攻撃を回避できたりしたことで、ギギの存在は隊員にも正式に認知され、キルケ―部隊の女神となった。なぜ当たるかについて聞いたケネスの問いに対しては、「わからない。女の勘。自分の方こそ男の理屈が聞きたい」と答えた。
老人に身を売るしかない境遇だったギギにとって、ハサウェイとケネスのような男性の間にいることは刺激的であり、望みは二人の行く末を見届けることだけだった。本当に好きなのは当然ハサウェイだが、それでもケネスの方に行ってしまったのは自分の中に年長者に持たれかかりたいという潜在的な欲望（ファザー・コンプレックス）があるからだろうと推測している。しばらくはケネスの元にいたが、「若い時は若い時に出来ることをやる」と決め、伯爵と別れてケネスの元も離れ、ハサウェイの元へと向かった。その後はケネスのスパイではないかと疑われつつもアデレードの爆撃までマフティーと行動を共にした。そしてケネスとハサウェイ、二人の男の闘いの行く末を見届けた後は、ケネスと共に日本の「キュシュー（九州地方か紀州地方か不明）」へと渡った。
ケネス・スレッグ
声 - 立木文彦（『Gジェネ』）、大塚明夫（『サンライズ英雄譚』） / 諏訪部順一
地球連邦軍所属。階級は大佐→准将。
『シャアの反乱』の時に第一線でパイロットとして戦った後、仮想敵がいなくなり実戦もなくなった地球連邦軍で新型モビルスーツの開発を続けていた。しかし、マフティーの掃討部隊（後に彼自身によって「キルケーユニット」に改名）に後任の司令官として着任するために政府高官たちとともに地球に降下するハウンゼンに乗り込む羽目になった。そこでハサウェイとギギの二人と出会った。
一見すると調子の良いただの優男だが、油断のならない「怖い」人物。連邦側のやり方に全面的には賛同しておらず、心情的にはむしろマフティーにシンパシーを感じていながらもマフティー殲滅という任務は確実に遂行する、ハサウェイ曰く「自制心があって凶暴な男」。
指揮官として有能で、見えないところで事前にすべて準備している用意周到さ、敵味方かかわらず非協力的な相手には手段を選ばず脅してでも言うことを聞かせる強引さをあわせ持つ。
ギギ・アンダルシアに対して持つ好感は、「彼女がいる」という事実だけでプレッシャーを感じるギギの存在としての力に対してであり、情操的なものではない。また人の運勢は呼び込むものだと思っているケネスにとってギギの存在には験担ぎの要素があり、彼女は良い結果を運んでくる女神であって、メイス・フラゥワーに代わる存在ではない。パートナーの異性としてはごく変哲の無い大人であるメイスの方が好ましいと思っている。
ケネスにとってモビルスーツは心底感情移入出来る対象。モビルスーツが好きだという面があるから軍にいるにすぎず、その結果、好きなものを弄って暮らしていける自分の暮らしは悪いものではないと思っている。「好きに生きていければ自分だってマフティーの仲間になっていたかもしれないが、組織のしがらみの中で生きているのが大人であり、それから逃げ出すことが出来ないから軍人をやっている」というのがケネスの考え方である。
ハサウェイと協力してハイジャッカーを鎮圧したことをきっかけに彼を評価し、友人として親交するようになる。しかし、戦いの中でハサウェイこそがマフティー・ナビーユ・エリンであることに気づき、苦悩しながらもΞガンダムのアデレード襲撃の阻止に成功。ブライトにマフティーの正体がハサウェイであることを隠すため、自らマフティー処刑の指揮を執るが、彼の努力はメジナウム・グッゲンハイム大将の裏切りによって無駄となってしまった。最終的にケネスは地球連邦軍を自主退役し、ギギと共に日本のキュシューに渡る。そして彼女に、いつかハサウェイやアムロ・レイのようなニュータイプと出会った時のため、彼らが活躍できるような組織を立ち上げたいと語った。
小説完結後、ガンダム関連書籍で「ケネスがズィー・ジオンの礎を作ったとする説がある」という設定が作られた。

### マフティー

#### 指揮官
イラム・マサム
声 - 山崎たくみ / 武内駿輔
マフティー実戦部隊の作戦担当メンバー。ハサウェイの参謀的存在で、ヴァリアントの副艦長も務める。
ブリンクス・ウェッジ
マフティーの太平洋上における移動拠点となる鉱物運搬船ヴァリアントの艦長。
ビノエ・ハーバーの補給任務直後にペーネロペーによってヴァリアントを撃沈され、戦死。
ローウェスト・ハインリッヒ
ウルル付近の合流ポイントの責任者。トレーラー隊を指揮する。

#### パイロット
エメラルダ・ズービン
声 - 鵜飼るみ子 / 石川由依
メッサー1号機の女性パイロット。豪快な性格の女性で、いざ決断すれば男よりも思い切りがいい。レイモンドとはメンバー公認の恋人同士の仲で愛称は「エメ」。ウルル付近で合流してきたギギとハサウェイの間を取り持つが、二人の互いの間の溝を埋めることは出来なかった。アデレード空港戦で、ペーネロペーが発射したファンネル・ミサイルによって彼女の全ては霧散した。
ガウマン・ノビル
声 - 竹村拓 / 津田健次郎
メッサー2号機のパイロット。シャアの反乱時には連邦政府軍西方百八十三部隊に所属し、実戦より過酷な実戦訓練を行っていた。長い顎を気にするくせがある30歳前後の男。飄々とした軽い話し方をするがパイロットとしての実力は確かなもので人質となりながらもペーネロペーを操るレーン・エイムの操縦に未熟さを感じて度々口出しをした。ダバオのタサダイ・ホテルに泊まっていた七人の閣僚の粛清を行うため出撃し、同時にホテルで身動きが取れなくなっていたハサウェイを逃がすための陽動作戦に従事した。しかし、突如奇襲をかけてきたペーネロペーの圧倒的な性能の前に、投降・捕獲され人質となる。初出撃となったΞガンダムによって救出され、以後の作戦においてもパイロットとして参加する。アデレード空港戦ではペーネロペーのファンネル・ミサイルを回避し右足の装甲を損傷させる活躍を見せた。連邦議会襲撃作戦失敗後の消息は不明。
フェンサー・メイン
声 - 天﨑滉平
メッサー3号機のパイロット。アデレードでの連邦議会襲撃作戦で戦死。
ゴルフ
声 - 田中光
メッサー4号機のパイロット。アデレードでの連邦議会襲撃作戦で戦死。
ウェッジ
メッサー5号機のパイロット。ウルル付近の戦闘で戦死。
ハーラ・モーリー
メッサー6号機の女性パイロット。ウルル付近の戦闘で戦死。
ロッド・ハイン
メッサー7号機のパイロット。ウルル付近の戦闘で戦死。
ビランテス・スエッケン
メッサーに搭乗する新人パイロット。アデレードでの連邦議会襲撃作戦に補充要員として送り込まれる。
ドラブ・リッド
メッサーに搭乗する新人パイロット。アデレードでの連邦議会襲撃作戦に補充要員として送り込まれる。
ドメステ
メッサーに搭乗する新人パイロット。アデレードでの連邦議会襲撃作戦で戦死。
レイモンド・ケイン
声 - 藤本隆行 / 落合福嗣
ギャルセゾン1号機のパイロット。エメラルダとは恋人同士。
シベット・アンハーン
声 - 田坂秀樹 / 宮崎遊
ギャルセゾン2号機のパイロット。
ヘンドリックス・ハイヨー
声 - 綿貫竜之介
ギャルセゾン3号機のパイロット。
カウッサリア・ゲース
ギャルセゾン4号機の女性パイロット。
リドリック
ギャルセゾンのパイロット。オエンベリ軍と合流する。

#### サポート要員
ケリア・デース
声 - 早見沙織
マフティーの地区支援要員。鬱病治療のために地球に降りて来たハサウェイを支えてきた女性で、彼がマフティーに参加するまでは、彼の主治医そのものと言ってよい存在だった。
彼女との出会いがハサウェイの精神を安定させ、将来の希望まで抱くようになった。しかし彼女は非合法地球居住者であったため、ハサウェイとは結婚できなかった。そんな時、ハサウェイはクワック・サルヴァーと出会い、マフティーに参加することになった。
当初はケリアもハサウェイの積極的な変化を喜び、彼が自分と同じ非合法居住者になってくれるのではということを期待した。だが一年ほど経つとマフティーの中枢の戦闘員となった彼はケリアとは疎遠になっていき、やむなく彼女は地区支援要員としてマフティーに参加するようになった。
その後、ギギと出会ったことによるハサウェイの精神的な変化が彼女との間に溝を生むことになり、彼の心は離れて行った。最終的に彼女は自ら配置換えを申し出て彼の許を離れることを選んだ。
劇場アニメ版では「ハサウェイがマフティーへ参加するきっかけを作った人物」という設定。ハサウェイがΞガンダム受領後にヴァリアントへ帰艦した頃には、ケリアも既に乗艦・合流している。
ミヘッシャ・ヘンス
声 - 松岡美里
連絡員兼オペレーター。過去にマンハンターにより一度とらえられ宇宙へと強制送還されており、ダバオではもし今マンハンターに見つかれば、植物監察官候補生のハサウェイはともかくミツダと共に自分は彼等に検挙されてしまうだろうと語った。
ミツダ・ケンジ
声 - 沢城千春
連絡員。ミヘッシャと共にハサウェイと接触。
マクシミリアン・ニコライ
声 - 草野峻平
チーフメカニックマン。Ξガンダムの整備を行う。
ジュリア・スガ
女性メカニックマン。暑いヴァリアント船内では「男だけトップレスでいていいという歴史的感覚は嫌いだ」と言って周囲が注意してもTシャツさえ着たがらないような女性。そういう性格からかケリアとは反りが合わないようだが、彼女のハサウェイに対する気持ちには理解を示す。
ビノエ・ハーバーの補給任務直後にペーネロペーによって乗艦のヴァリアントを撃沈され、戦死。
マックス・ハリエット
声 - ニケライ・ファラナーゼ
女性メカニックマン。金髪おさげ。
チャチャイ・コールマン
ヴァリアントの通信担当。メナドのアマダ・マンサン教授から送られたギギのハサウェイへのメッセージを彼に届ける。字が汚いらしい。
ビノエ・ハーバーの補給任務直後にペーネロペーによって乗艦のヴァリアントを撃沈され、戦死。
ヨーゼフ・セディ
ヴァリアントの通信担当。チャチャイとペアで情報収集にあたる。
ビノエ・ハーバーの補給任務直後にペーネロペーによって乗艦のヴァリアントを撃沈され、戦死。
ベッチー
兵士。オエンベリ軍のチャングと共に行動をする。

#### その他のマフティー関係者
クワック・サルヴァー
コードネーム「クワック・サルヴァー」を名乗る初老の男。マフティーの組織そのものの支援者で、「マフティー・ナビーユ・エリン」という架空の人物を中心とする反地球連邦政府組織を結成した黒幕。
かつては連邦軍地球方面軍で要職に就いていた将軍であったということだけは分かっている。現在は連邦政府の高官ではないかと噂されているものの正体は不明。ケネス・スレッグ曰く「閣僚か官僚のトップの中で、一番良質な頭を持っていて短気な奴がクワック・サルヴァー」。連邦軍内部とアナハイム・エレクトロニクスに太いパイプを持つ。
物資補給とメンテナンス部隊の編成については信じられないほどの手腕を発揮する。本人はそのことについて「補給物資の管轄を長年やっている間に物資や小さい基地を軍籍から抹消する方法をいくつも考えついた」と語っている。

### オエンベリ軍
ファビオ・リベラ
声 - 望月健一（Gジェネシリーズ）
オエンベリ軍のリーダー。マフティーを騙ってオーストラリアにて決起した。後にハサウェイに協力する。
チャング・ヘイ
オエンベリ軍の参謀。
フェデリコ・マルティーニ、メイホウ
オエンベリ軍の兵士。
ハイジャッカー / ハイジャック犯
声 - 柴本浩行 / 新祐樹、綾見有紀
オエンベリの別働隊。マフティーの名を騙ってハウンゼン356便をハイジャックした。
ハロウィンのカボチャ、海賊、魔女など、全員様々なマスクを着用している。

### 地球連邦軍

#### ダバオ空軍基地
レーン・エイム
声 - 橋本晃一（『GジェネF』）→水島大宙（『GジェネSPIRITS』以降） / 斉藤壮馬
地球連邦軍所属。階級は中尉。ケネス・スレッグが自分の赴任前にキンバレー隊に新型モビルスーツ「ペーネロペー」とともに送り込んだテストパイロット。ブラウンの髪が律儀な好青年という印象を際立たせている。劇中では自機を「ペネロペー」と呼ぶ。
マフティーについては「軍のような公的な組織での苦労を知らない民間人」「自由をはき違えた青年」という印象を持っている。パイロットとして優れた資質を持つが故にパイロットをやることで全ての感性が充足してしまうため、ケネスのように連邦政府のような巨大な組織を疑ったりその陰で行われる影の部分に思いを馳せたりすることもない。そのため彼にとっての敵は人そのものになってしまい、マフティー（ハサウェイ）や、時にはケネスやギギまでをも敵とみなしてしまう。
実戦部隊の実働作戦に無関係の民間人の少女、ギギをゲン担ぎで同行させるケネスについては「技術畑を歩いてきてボケた」「人格のバランスがどこかで狂っているのでは?」と判断していた。それを当たり前のように受け入れている同僚のパイロットたちの体質も異常に思えて、当初はそれは自分たちの部隊を動かしている大人たちの世界が歪んでいる証拠だと考えていた。
若く優秀なパイロットだが、実戦経験不足で狡猾さを知らないために初めは苦戦する。映画劇中でもケネスからメッサー1機を仕留めるのに味方3機を失い、失態を繰り返せばペーネロペーをハサウェイに任せると活を入れられた上に「まだ(ペーネロペーの)性能を引き出せてはいない」「レーン・エイムを過大評価したらしい」「テストパイロットとしての技量は極めてよくても実戦では使えない」とケネスから辛辣に低評価される。ケネスの命令でガウマンをコックピットに同乗させ人質にするも、ハサウェイに情けない奴呼ばわりされた途端に「返す」「大佐の命令でやっただけだ」「私はケネス司令とは違う」と素直に空中で解放、ハサウェイに回収させるまで味方機に撃たせないなど潔いところを見せる。実直でプライドが高く、ガウマンに操縦を指示された時も「馬鹿にする」と切り返した。サーベルで接近戦を仕掛けた時にも、ハサウェイとの実力差を看破したガウマンから「下がれ。やられるぞ」と指示されてしまう。Ξガンダムとの初陣で大敗した時も「とどめを刺したはずだ」と自らの負けを信じられず機体の外に飛び確認しようとまでした。そこそこの戦果は挙げても最初の運の悪い印象が消えず、ケネスからは籤運が悪いと思われていたが、アデレードでのマフティーとの最終決戦を前に、ようやくパイロットとして仕上がった。技量と経験の差でマフティー（ハサウェイ）に圧倒されながらも囮としての任務を果たし、ケネスの作戦を成功させた。
ケネスが退役する際に、隊員たちのカンパで買ったプレゼントを代表して渡すと、代わりに指揮棒代わりに愛用していた乗馬鞭をもらう。
小説では優秀でサイコミュ兵器も使いこなすもののあくまで優秀なパイロットという描写しかなかった。小説完結後に制作されたゲームやアニメ雑誌では、強化人間やニュータイプとして設定されることが多い。
キンバレー・ヘイマン
階級は大佐。ケネスの前任のキンバレー部隊の司令官。文官上がりでほとんど実戦経験はない。ケネスの着任を目前に控え、その焦りからオエンベリに集結していたマフティーを名乗る私設軍隊（オエンベリ軍）の掃討に向かうが、敵戦力を目の前にして逆上し、虐殺を行ってしまう。
その後、Ξガンダムを手に入れた本物のマフティーであるハサウェイ達によって捕虜とされ、アデレード空爆の第二波の前にギギと共に解放される。
レイ・ラゴイド
声 - 鷲見昂大
キンバレー部隊陸戦第5分隊所属に所属するグスタフ・カールのパイロット。階級は中尉。
ホセ・アドルノ
声 - 藤高智大
キンバレー（キルケー）部隊に所属するグスタフ・カールのパイロット。
エイレン
キンバレー（キルケー）部隊に所属するグスタフ・カールのパイロット。
メイビス
キンバレー（キルケー）部隊に所属するケッサリアのパイロット。
スタッグ・メインザー
中佐。ケネスの補佐官。バリヤー設営の指揮を執り、ハサウェイのΞガンダムを拿捕した。
ミネッチェ・ケスタルギーノ
声 - 越後屋コースケ
大尉。ケネスの補佐官。
フランシン・バクスター
ケネスに仕える女性秘書。

#### その他士官
ブライト・ノア
声 - 成田剣 / 成田剣
ラー・カイラムの艦長。ハサウェイの父親。父の軍歴・名声により息子のハサウェイも有名人扱いされる。
シーゲン・ハムサット
ラー・カイラムの副艦長にして、ブライト・ノアの補佐官。
メジナウム・グッゲンハイム
宇宙軍幕僚長官。階級は大将。マフティーの正体がハサウェイであることを新聞社にリークした張本人。
リチャード・クレッシェンド
大将。統合本部所属。マフティー事件解決後、ブライトに駐留の命令書を手渡した。
ブラッド・レービェ
大佐。参謀本部の参謀次官。

### 地球連邦政府
サウリ・ストールベリ
声 - ボルケーノ太田
通信大臣。ハウンゼンに乗り合わせた閣僚の一人で、妻のアイラ・ストールベリと一緒にハウンゼンに搭乗していた。
ハイラム・メッシャー
声 - 川口啓史
保健衛生大臣。ハウンゼンに乗り合わせた閣僚の一人で、妻のベアトリス・メッシャー（声 - 田村千恵）と一緒にハウンゼンに搭乗していた。
ハウンゼンがハイジャックされた際、不用意にもハイジャック犯に話しかけ、ハイジャック犯の警告にも関わらず喋り続けたため射殺される。なお、同乗していた妻もハイラムの死体を見て泣き叫んだことでハイジャック犯に射殺された。
カール・エインスタイン
声 - 井川秀栄
大臣。ハウンゼンに乗り合わせた閣僚の一人で、妻のビアンカ・エインスタインと一緒にハウンゼンに搭乗していた。
ローガン・マクガバン
声 - 吉富英治
文化教育振興大臣。ハウンゼンに乗り合わせた閣僚の一人で、妻のブリタニー・マクガバン（声 - きそひろこ）と一緒にハウンゼンに搭乗していた。
オノレ・バレストリエーリ
外宇宙軍省の議員。神経質な性格。

### 刑事警察機構
ハンドリー・ヨクサン
声 - 山寺宏一
刑事警察機構長官。ハウンゼンに乗り合わせた。政府の中央にいる連中は使い物にならないと判断し、ゲイス・H・ヒューゲストを連れ回している。
ゲイス・H・ヒューゲスト
声 - 佐々木望
調査局部長。ハイジャックの事情聴取を担当。地方に飛ばされたというコンプレックスを持つ。一般の人間を人とも思っていないところがある。

### 民間人
アマダ・マンサン
ハサウェイの植物監察官の教官。ハサウェイは、彼を通じてマフティーと接触し、その活動にのめりこんでいった。劇中ではホンコンのギギから、ハサウェイに対しての連邦議会の開催場所の伝言を受ける。
ミライ・ノア
声 - 白石冬美（Gジェネシリーズ）
ブライトの妻で、ハサウェイの母。ブライトの退役後はレストランを営む予定であった。
メイス・フラゥワー
声 - 種﨑敦美
ブロンドの美人。ハウンゼンの客室乗務員をしており、ハイジャックに巻き込まれる。ケネスが自宅の番号を調べ上げて誘ったものの、その頃に同じく彼のもとにいたギギによって破局させられる。ケネスは、「日本に着いたらよりを戻すよう言ってみる」と言っていた。
ジュリー
ケネスの元妻。劇場アニメ版には登場しない。

### その他の人物
クェス・パラヤ
声 - 川村万梨阿 / 川村万梨阿
シャアの反乱でハサウェイが出会ったニュータイプの少女。故人。小説版ではアムロを殺害しようとしたところを、止めに入ったハサウェイの突発的な攻撃によって撃墜されており、自らを殺めた事を糾弾するため、ハサウェイの夢の中に出てきている。
劇場アニメ版では、映画『機動戦士ガンダム 逆襲のシャア』に従って、クェスがチェーン・アギに殺害されている設定のため、登場の意図が変化している。劇中においてハサウェイが逡巡する度、彼の背を押しはやし立てるかのようなクェスの声が響き、それがギギの台詞とかぶり、二人の存在が重なるように演出されている。さらに戦闘に巻き込まれ恐怖に打ち拉がれたギギがケネスに走り寄る場面でも、アムロとシャアの乱闘に割って入るため車から飛び出し、それが事実上の最後の別れとなったクェスを思い出し、両者の姿を重ねている。本編中、ハサウェイ自身も度々心の中でクェスと会話しているかのようなシーンが描かれ、あれからずっとハサウェイの心の中で消えないでいるクェスの存在が明確に表現されている。
アムロ・レイ
声 - 古谷徹
劇場アニメ版にて登場。映画『機動戦士ガンダム 逆襲のシャア』の終盤に起きたアクシズ・ショックにより連邦軍内ではMIA扱いとなっている。
ハサウェイのΞガンダム初搭乗時に幻影として現れ、「身構えている時には死神は来ないものだ、ハサウェイ」と語りかける。
シャア・アズナブル
ニュース記事に登場。シャアの反乱から12年を経ても、その存在はスペースノイドや地球連邦政府に反感を持つ地上の人々の間でも語り継がれ、根強く支持されている。

## 登場兵器
Ξガンダムをはじめとする本作のMSは、すべて森木靖泰がデザインしている。
後年のゲーム『SDガンダム GGENERATION-F』にて本作のMSが登場することになり、その際に機体のデザインが一新された。Ξガンダムとペーネロペーは元デザインも担当した森木が、メッサーとグスタフ・カール（およびドーラ・カール）は藤田一己がそれぞれリデザインしている。そのうち、グスタフ・カールはOVA版『機動戦士ガンダムUC』にも登場するが、『GGENERATION-F』からさらにリデザインされている。
Ξガンダムとペーネロペーは、本体のディテールアップや若干の形状変更、デザイン画が存在しなかった各種武装（ファンネル・ミサイル）など、比較的細かな部分に手が及んでいる。
マフティー
- RX-105 Ξガンダム
- Me02R メッサー
- ギャルセゾン（MS用サブフライトシステム）

地球連邦軍（キンバレー部隊/キルケー部隊）
- RX-104FF ペーネロペー
- FD-03 グスタフ・カール
- BJ-K232 ケッサリア（MS用サブフライトシステム）

地球連邦軍（第13独立艦隊）
- ラー・カイラム

マン・ハンター
- RGM-89Gmh 陸戦用ジェガンA型（マン・ハンター仕様）……劇場アニメにのみ登場。

## 既刊一覧
1989年から1990年にかけて角川スニーカー文庫より発売された。2021年の2月〜4月に映画公開にあわせてB6判の新装版が発売された。
文庫版
- 角川スニーカー文庫（全3巻）
  - 富野由悠季『機動戦士ガンダム 閃光のハサウェイ』 上、美樹本晴彦（表紙・本文イラスト）、森木靖泰（口絵イラスト）、角川書店、1989年2月13日。ISBN 4-04-410131-0。
  - 富野由悠季『機動戦士ガンダム 閃光のハサウェイ』 中、美樹本晴彦（表紙・口絵・本文イラスト）、森木靖泰（口絵イラスト）、角川書店、1990年3月1日。ISBN 4-04-410132-9。
  - 富野由悠季『機動戦士ガンダム 閃光のハサウェイ』 下、美樹本晴彦（表紙・口絵・本文イラスト）、角川書店、1990年4月11日。ISBN 4-04-410133-7。

新装版
- 角川コミックス・エースレーベル（全3巻）
  - 富野由悠季『機動戦士ガンダム 閃光のハサウェイ』 上、美樹本晴彦（表紙イラスト）、KADOKAWA、2021年2月26日。ISBN 978-4-04-109620-8。
  - 富野由悠季『機動戦士ガンダム 閃光のハサウェイ』 中、美樹本晴彦（表紙イラスト）、KADOKAWA、2021年3月26日。ISBN 978-4-04-109718-2。
  - 富野由悠季『機動戦士ガンダム 閃光のハサウェイ』 下、美樹本晴彦（表紙イラスト）、KADOKAWA、2021年4月26日。ISBN 978-4-04-109719-9。

## 漫画
作画はさびしうろあき。『月刊ガンダムエース』にて2020年5月号にプロローグが掲載された後、2021年6月号から2023年8月号まで本連載された。プロローグは完成済みの全69ページで読み切りとするはずが編集部の不手際によって序盤18ページしか掲載されなかったため、さびしと読者へのお詫びが編集部から発表されている。
本作は、ざびしが以前コミカライズした『ベルトーチカ・チルドレン』に連なる作品であることが、第1巻の巻末の宣伝ページに記載されている。
- 富野由悠季、矢立肇（原作） / さびしうろあき（漫画） 『機動戦士ガンダム 閃光のハサウェイ』 KADOKAWA〈角川コミックス・エース〉、全4巻
  1. 2021年5月10日発売[74]、ISBN 978-4-04-109720-5
  2. 2022年3月26日発売[75]、ISBN 978-4-04-112366-9
  3. 2022年11月26日発売[76]、ISBN 978-4-04-113325-5
  4. 2023年9月26日発売[77]、ISBN 978-4-04-113960-8

## 劇場アニメ

### 映画（第1部）
2018年11月21日、機動戦士ガンダム40周年プロジェクト発表会において、ガンダムシリーズ40周年記念作品および『機動戦士ガンダムUC』以降の宇宙世紀作品を各種メディアで展開する『UC NexT 0100』の第2弾として、三部作で制作されることが発表される。第1作は当初は2020年7月23日に公開予定だったが、新型コロナウイルス感染症の影響で複数回延期され、2021年6月11日に公開された。
またドルビーシネマ版、およびドルビーアトモス版も制作され劇場で上映された。邦画アニメ作品においてのドルビーシネマ版は『劇場版 ヴァイオレット・エヴァーガーデン』、『劇場版 鬼滅の刃 無限列車編』など先行した事例があるが、ドルビーシネマ版公開に当たり既存のバージョンより編集を加える方法でなく、制作段階からドルビービジョンを採用した邦画アニメ作品は当作が初めてである。
キャッチコピーは「その閃光は人類の希望」、「シャアの理想とアムロの情熱 2人の意志を継ぐ者」、「運命の閃き— Ξガンダム」。
原作が『逆襲のシャア ベルトーチカ・チルドレン』の続編に当たるのに対し、こちらはアニメ映画『逆襲のシャア』の続編として製作される。
原作者である富野は劇場版の制作に関わっていないが、プロデューサーの小形尚弘によれば、制作当初に三角関係をテーマとする韓国映画のメディアを渡されたという。また、完成したものを観たあとに、映画としてもっと構成を考えてはどうかと言われたとのこと。

#### 制作
モニターグラフィックスの制作は、プロデューサーの小形尚弘の要請で、『機動戦士ガンダム THE ORIGIN』に参加していた佐山善則が起用されたが、『虐殺器官』『機動戦士ガンダムNT』が控えていたため、この2作品を終えた後、本作が絵コンテ入りを迎える頃に作業が開始された。監督の村瀬修功からは、リアリティを追求するため、全天周囲モニターをカメラのレンズ特性に合わせた正確なものにしたいとの要望があり、従来の疑似的な3Dの貼りこみではなく、モニターの表示を含めた操縦席すべてが3Dで制作された。また村瀬監督からは、本作は地上戦がメインで、MSは飛行せずジャンプしながら戦うという説明があり、操縦席のモニターも、機体の動作に追従して計器の目盛りが目まぐるしく動くので、その部分を詳細を見せつつ、外の映像を遮らないシンプルな構造にするよう指示があり、それらを踏まえてケレン味を幾分か落としたデザインで設計されたが、本来ならば戦闘時の邪魔となるサイドサークルは、画面映えを考慮して残された。この動作とシンクロした計器類づくりは、カット単位ごとの指示と修正が必要なため、作業の破綻を危惧した佐山の強い要請で、制作現場に管理とチェックの担当者が新たに増員された。結果、モニター設計は『機動戦士ガンダムUC』の頃よりも詳細な作り込みとなり、貼りこみサイズの計測用ガイドを事前に3Dモデル上に入れたうえで、対象物のサイズに合わせたガイドを貼りこむだけ済むよう、作業の簡略化も図られた。またアイコン類は3Dモデルに内蔵せず、撮影時に処理する方針が採られた。

#### 公開後（第1部）
- 6月11日に公開。初日だけで興収1億9000万円を突破。土日2日間の興収は3億3065万6900円となり、週末の興収ランキング1位をマーク。動員ランキングは3位となっている[89]。
- 公開日6月11日から20日までの期間で興行収入が、10億1624万9400円に達した[90]。
- 10月2日時点で興行収入21.8億円を突破した[91]。
- 最終興行収入は22.3億円[92]。

### 映画（第2部）
2021年9月2日に行われたスタッフトークショーにて、第2部のサブタイトルが『サン オブ ブライト』（仮題）であると発表された。その後、2025年6月26日に正式なタイトルが『機動戦士ガンダム 閃光のハサウェイ キルケーの魔女』であり、「今冬公開」であることが明らかとなった。
ストーリーは、3部作の中で原作小説とは最も異なるストーリーであると発表されている。

### スタッフ
- 企画・製作 - サンライズ[94][95]
- 原作 - 富野由悠季[94][95][93]、矢立肇[94][95][93]
- 監督 - 村瀬修功[94][95][93]
- 脚本 - むとうやすゆき[94][95][93]
- キャラクターデザイン - pablo uchida[94][95][93]、恩田尚之[94][95][93]、工原しげき[94][95][93]
- キャラクターデザイン原案 - 美樹本晴彦[94][95][93]
- メカニカルデザイン - カトキハジメ[94][95][93]、山根公利[94][95][93]、中谷誠一[94][95][93]、玄馬宣彦[94][95][93]
- メカニカルデザイン原案 - 森木靖泰[94][95][93]、藤田一己[94][95][93]
- 美術設定 - 岡田有章[93]、中村豪希（スタジオ心）[注 8]
- 色彩設計 - すずきたかこ[94][95][93]、すずきたかこ[注 9][93]
- CGディレクター - 増尾隆幸[94][95][93]、藤江智洋[注 8][94][95]
- 編集 - 今井大介[94][95][93]
- 音響演出 - 笠松広司[94][95][93]
- 録音演出 - 木村絵理子[94][95][93]
- 音楽 - 澤野弘之[94][95][93]
- エグゼクティブプロデューサー - 小形尚弘
- 配給 - 松竹ODS事業室（第1作）[95] → バンダイナムコフィルムワークス、松竹（第2作）[93]

| 絵コンテ             | 演出                     | 総作画監督                                | 作画監督 |
| -------------------- | ------------------------ | ----------------------------------------- | --- |
| 村瀬修功、渡辺信一郎 | 松尾衡、原英和、米田光宏 | キャラクター 恩田尚之 メカニカル 中谷誠一 | エフェクト 金子秀一 キャラクター 寺岡巌、木村貴宏、工原しげき、田頭真理恵、浜津武広、清水翔人、柴田淳、金世俊、凌空凛、渡部貴喜、高谷浩利、玉川真吾、茂木信二郎、冨澤桂也乃、小林利充、橋本敦稔、飯島弘也、坂本修司 |

### 主題歌
「閃光」
第1部の主題歌。作詞・作曲は川上洋平、編曲は［Alexandros］ ＆ Takashi Saze、歌は［Alexandros］。

### 映像ソフト・配信
映像ソフトは劇場にてで限定版ブルーレイが発売。「Blu-ray」（特装限定版・通常版）、「DVD」、「4K ULTRA HD Blu-ray」は、2021年11月26日より一般販売を開始した。
2021年10月16日よりNetflixやPrime Videoなどの動画配信サービスにて配信を開始。

### テレビ放送
『機動戦士ガンダム 水星の魔女』のSeason 1・2の間にあたる2023年1月から3月に、宇宙世紀を舞台にした作品を放送する「GUNDAM NEXT FUTURE×日5」の第1弾として、本作の第1部を全4話に編集したテレビエディションが地上波放送された。
| 話数    | サブタイトル             | 放送日         |
| ------- | ------------------------ | -------------- |
| 1st QTR | ランディング・グラウンド | 2023年 1月15日 |
| 2nd QTR | コンタクト               | 1月22日        |
| 3rd QTR | ランナウェイ             | 1月29日        |
| 4th QTR | テイク・オフ             | 2月5日         |

| 放送期間               | 放送時間           | 放送局                               | 対象地域・備考                    |
| ---------------------- | ------------------ | ------------------------------------ | --------------------------------- |
| 2023年1月15日 - 2月5日 | 日曜 17:00 - 17:30 | 毎日放送をはじめとする TBS系列全28局 | 日本国内 連動データ放送 『日5』枠 |

| 毎日放送・TBS系列 日5                    | 毎日放送・TBS系列 日5                                | 毎日放送・TBS系列 日5                              |
| 前番組                                   | 番組名                                               | 次番組                                             |
| ---------------------------------------- | ---------------------------------------------------- | -------------------------------------------------- |
| 機動戦士ガンダム 水星の魔女 （Season1）  | 機動戦士ガンダム 閃光のハサウェイ テレビエディション | 機動戦士ガンダム サンダーボルト テレビエディション |
| 毎日放送・TBS系列 GUNDAM NEXT FUTURE×日5 |                                                      |                                                    |
| 機動戦士ガンダム 水星の魔女 （Season1）  | 機動戦士ガンダム 閃光のハサウェイ テレビエディション | 機動戦士ガンダム サンダーボルト テレビエディション |

## 商品化
本作が劇場三部作として公開が決定され、HGUC 1/144にてペーネロペーが初のキット化となった。なお、グスタフ・カールはアニメ『機動戦士ガンダムUC』で設定されたデザインのものがHGUCで2019年2月に「ユニコーンver.」として発売されており、ゲーム『SDガンダムGジェネレーション』シリーズで設定されたデザインのものは「ギレンの野望ver.」として発売されている。
#0025 RX-105 Ξ GUNDAM [RX-104FF PENEROPE]　Ξ（クスィー）ガンダム
フィギュアシリーズ『GUNDAM FIX FIGURATION』より発売。外装の組み換えにより、オデュッセウスガンダムおよびペーネロペーに換装が可能。また、オデュッセウスガンダムから分離したペーネロペーユニットはフライトフォームへの合体変形もできる。ガレージキットを除き、当商品が初の立体化となる。2005年5月発売。
Ka signature ROBOT魂 ＜SIDE MS＞ Ξ（クスィー）ガンダム
魂ウェブ商店限定。2013年6月発送。
BB戦士 No.386 RX-105 Ξガンダム
2013年12月発売。
Ka signature ROBOT魂 ＜SIDE MS＞ ペーネロペー
魂ウェブ商店限定。2015年8月発送。
Ka signature ROBOT魂 ＜SIDE MS＞ ペーネロペー マーキングプラスVer.
魂ウェブ商店限定。2015年9月発送。2015年8月に発送された製品のリニューアル版。
Ka signature ROBOT魂 ＜SIDE MS＞ Ξ（クスィー）ガンダム マーキングプラスVer.（マイクロ・ミサイル・ポッド装備）
魂ウェブ商店限定。2016年2月発送。2013年に発送された製品のリニューアル版で、マイクロ・ミサイル・ポッドが追加付属。
HGUC 1/144 ペーネロペー
2019年10月発売。カトキハジメによる監修のもと、ペーネロペーの複雑な機構を再現。オデュッセウスガンダムとFF（フィックスド・フライト）ユニットの分離状態での展示が可能。高速巡航時のフライト・フォームへの変形を再現。
HG 1/144 メッサーF01型
2020年7月発売。劇場版の設定により、小説版準拠の機体はF01型と新たに呼称される。
HGUC 1/144 Ξガンダム
2021年4月発売。
HGUC 1/144 ΞガンダムVSペーネロペー ファンネル・ミサイル エフェクトセット
2021年4月発売。
HG 1/144 メッサーF02型
2021年9月発売。
HG 1/144 メッサーF02型（指揮官機）
2021年9月発売。
Ka signature ROBOT魂 ＜SIDE MS＞ ペーネロペー （機動戦士ガンダム　閃光のハサウェイVer.）
魂ウェブ商店限定。2021年9月発送。2015年8月に発送された製品と同年9月に発送された製品を劇場版公開に合わせてリニューアル。
Ka signature ROBOT魂 ＜SIDE MS＞ Ξ（クスィー）ガンダム （機動戦士ガンダム　閃光のハサウェイVer.）
魂ウェブ商店限定。2024年12月発送。2013年6月に発送された製品と2016年2月に発送された製品をリニューアル。

## 登場するゲーム作品
小説版準拠
- SDガンダム GGENERATION-F
- SDガンダム GGENERATION GATHER BEAT2
- SDガンダム GGENERATION PORTABLE（機体とキャラクターのみ）
- SDガンダム GGENERATION SPIRITS
- SDガンダム GGENERATION WARS（機体とキャラクターのみ）
- SDガンダム GGENERATION WORLD
- SDガンダム GGENERATION OVER WORLD
- SDガンダム GGENERATION GENESIS（PlayStation 4版ではダウンロードコンテンツ、Nintendo Switch版では最初から登場）
- SDガンダム カプセルファイターオンライン
- ガンダムバトルユニバース（機体とキャラクターのみ）
- ガンダムアサルトサヴァイブ（機体のみ）
- 機動戦士ガンダム ギレンの野望 アクシズの脅威V
- 機動戦士ガンダム 新ギレンの野望（キャラクターのみ）
- 機動戦士ガンダム エクストリームバーサス（家庭用のみ）
- 機動戦士ガンダム エクストリームバーサス フルブースト
- 機動戦士ガンダム エクストリームバーサス マキシブースト
- 機動戦士ガンダム エクストリームバーサス マキシブースト ON
- 機動戦士ガンダム エクストリームバーサス2
- 機動戦士ガンダム エクストリームバーサス2 クロスブースト
- 機動戦士ガンダム エクストリームバーサス2 オーバーブースト
- SUNRISE WORLD WAR From サンライズ英雄譚（機体とキャラクターのみ）
- スーパーロボット大戦V（機体とキャラクターのみ。小説版を踏まえつつ「別世界で原作同様の展開が起きた」との独自展開になっている）
- 機動戦士ガンダム オンライン

劇場版準拠
- SDガンダム バトルアライアンス（DLCにて参戦）
- 機動戦士ガンダム U.C. ENGAGE
- 機動戦士ガンダム バトルオペレーション2（機体のみ）

その他
- ガンダムトライエイジ（BUILD MS第5弾で小説版、EVOL BOOST!!第5弾で劇場版が登場）

## 評価
- プロデューサーの大月俊倫は、1993年の取材に於いて、小説版と劇場アニメ『機動戦士ガンダム　逆襲のシャア』を鑑賞した上で、本作をアニメ化する際はOVAやTVシリーズではなく、劇場映画で見てみたいと述べている。また、主人公であるハサウェイについては、第二次ネオ・ジオン抗争での一件で殺傷行為に免疫を持ってしまい、そのトラウマから逃げられなくなった。シャアの遺志を継ぐとは「トラウマを引き継ぐこと」ではないかと考察している[106]。